# Diseño italiano

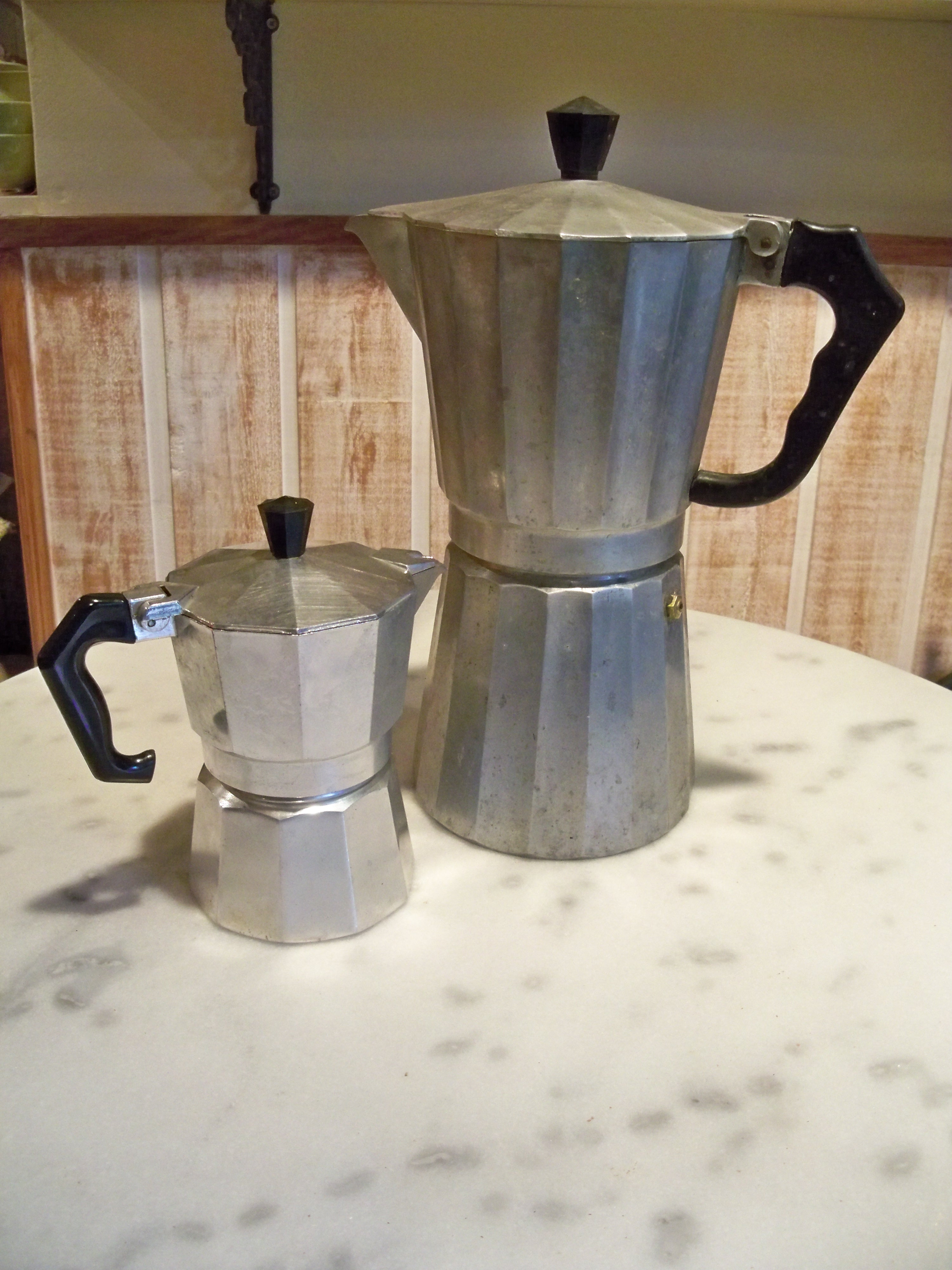
Dos cafeteras Moka, conocido ejemplo de diseño italiano

Diseño italiano se refiere a todas las formas de diseño en Italia, incluyendo diseño de interiores, diseño urbano, diseño de moda, diseño industrial y diseño arquitectónico. Italia es reconocida como un pionero y líder mundial en diseño: el arquitecto Luigi Caccia Dominioni afirma que Simplemente, somos los mejores y que Tenemos más imaginación, más cultura, y somos mejores mediadores entre el pasado y el futuro.
Hoy en día, Italia sigue ejerciendo una gran influencia en diseño urbano, diseño industrial y diseño de moda en todo el mundo. Generalmente, el término "diseño" se asocia a la época de la Revolución Industrial, que llegó a Italia durante la preunión en el Reino de las Dos Sicilias, en este contexto, nació sobre el diseño italiano y el desarrollo en diversos campos como la seda San Leucio y los talleres Pietrarsa, astilleros de Castellammare di Stabia. El resto de Italia se caracterizaba por una condición política y geográfica fragmentada y el umbral de 1860 era la agricultura y el atraso. Después de la Unificación de Italia, a pesar de la lenta consolidación de la industria algodonera y de las fábricas, la industrialización del país rara vez se hablaba antes de 1870-80. A principios del siglo XX formaron los primeros grandes diseñadores italianos como Vittorio Ducrot y Ernesto Basile.

## 1945 - 1965: El italiano "Bel Design" se hace famoso internacionalmente

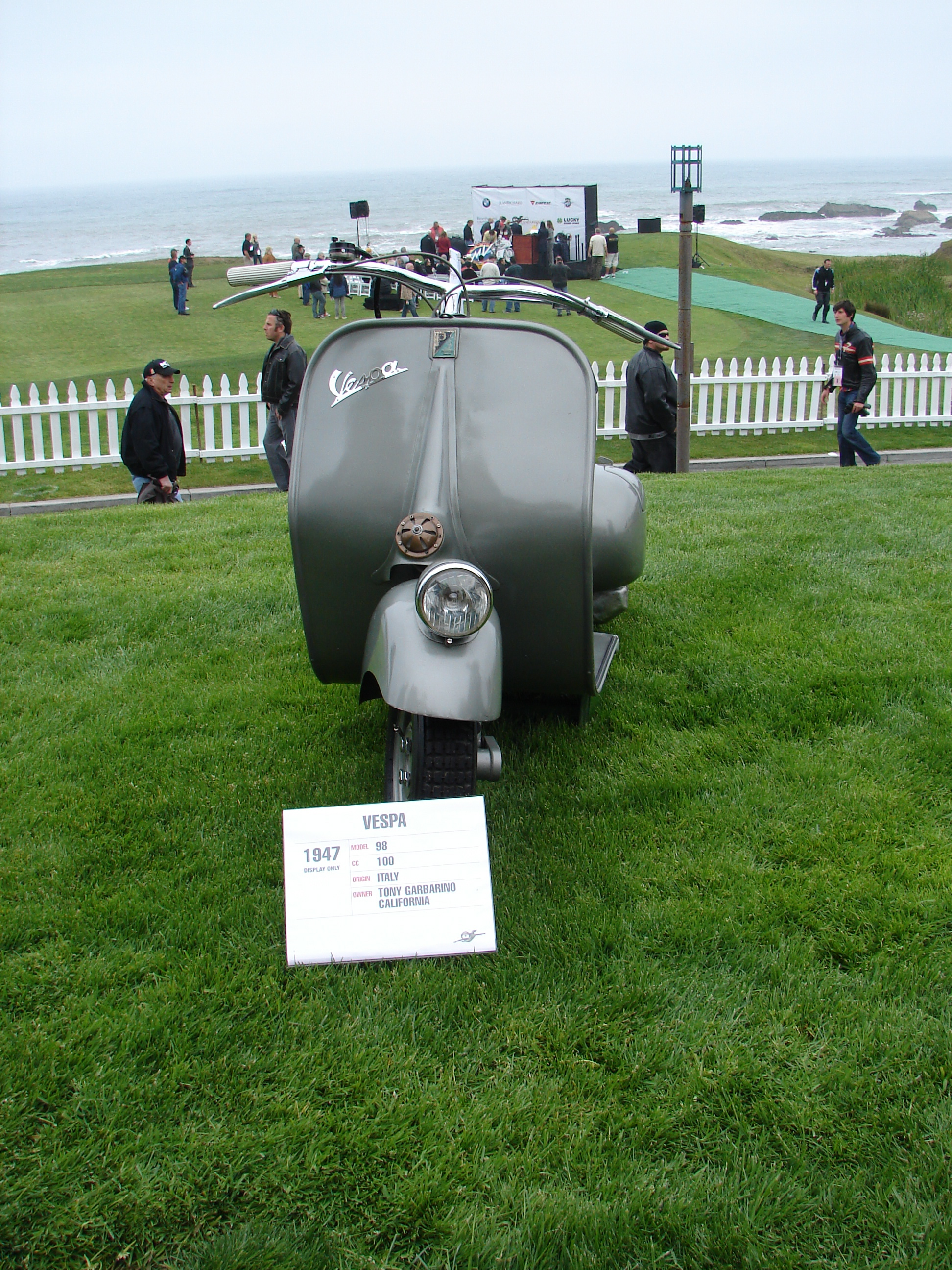
Vespa V98 farobasso por Corradino D'Ascanio

Italia, como los demás países europeos, salió de la guerra y encontró la supremacía de los Estados Unidos en el mercado mundial; el gobierno americano logró reunificar el mercado internacional gracias a la ayuda masiva dada a los Europa. (materializado en Italia por el Plan Marshall de 1947) y el dólar se convirtió en la moneda de referencia y América en el estilo de vida de referencia para el mundo occidental. En 1946 el Triennale di Milano, el primer museo de diseño italiano, donado por la familia Bernocchi a la ciudad de Milán, después de haber creado el primer objeto de diseño, la lámpara Luminator Bernocchi, organizó la exposición RIMA (Encuentro Italiano de Exposiciones de Muebles), en la que se invitó a participar a jóvenes arquitectos que se dedicaban al diseño de muebles individuales o al tipo de alojamiento: Los arquitectos Ignazio Gardella, Carlo De Carli, Vico Magistretti y Gabriele Mucchi, quienes propusieron un repertorio de muebles que pudieran ser producidos en masa y diseñados para casas pequeñas con espacios racionalmente explotados.

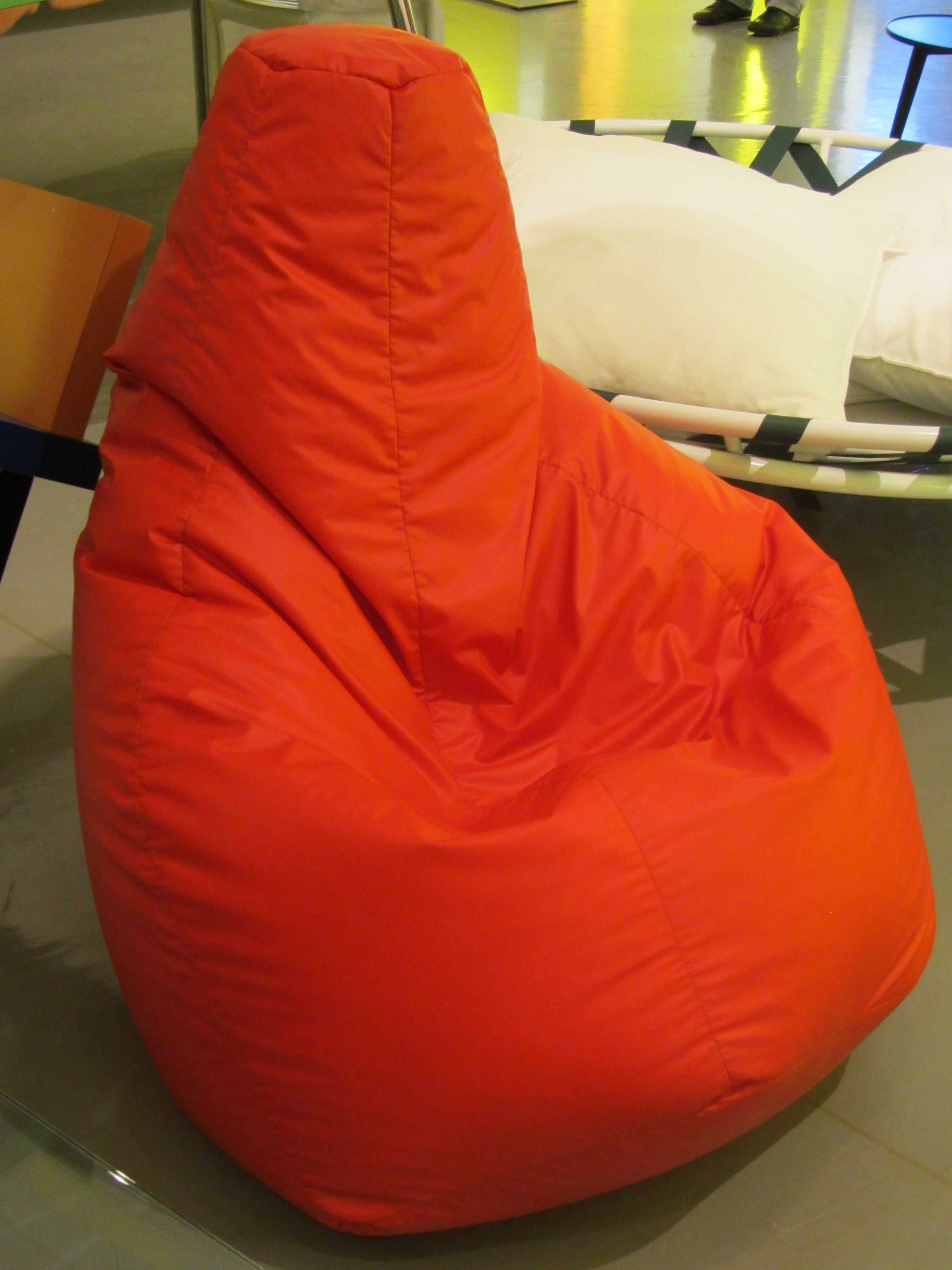
Silla Sacco [1968]: Piero Gatti, Cesare Paolini, Franco Teodoro. En colección permanente en 27 museos de arte contemporáneo, entre los cuales el MoMA de Nueva York, el Victoria Albert Museum de Londres y el Centre Pompidou de Paris. Galardonado con el Compasso d'Oro en 2020.

El 1947 es el año de la VIII Triennale di Milano, donde la sección de muebles, dirigida por Piero Bottoni, es curada por Franco Albini y Luciano Canella junto con Anna Castelli Ferrieri, Ettore Sottsass y otros. El diseñador Gualtiero Galmanini, socio y heredero artístico de Piero Portaluppi después de haber creado varias instalaciones y proyectos con el más antiguo Piero Portaluppi es elegido como uno de los iconos de la arquitectura de la época y seleccionado entre todos para realizar el proyecto la Escalera de Honor del 8 Triennale di Milano, la exposición más importante del diseño italiano, que se celebra cada tres años en un museo especializado en el centro de Milán.
Desde que 1948 cuando, como se ha dicho François Burkhardt (premio internacional Compasso d'Oro 2011): Los intelectuales perdieron la batalla contra las elecciones de 1948, y con ellos la posibilidad de un cambio en las leyes de la tierra y una reorganización de la comunidad, los arquitectos cambiaron su atención hacia el objeto mismo, que luego se convirtió en el portador del significado y la orientación ideológica.
Es a partir de este año que el made in Italy comienza a conocer su éxito a nivel internacional y los años cincuenta se convierten, después de 1954-56, en la época más icónica, bella e importante del diseño italiano que ha sentado un precedente en el mundo. El período más importante e interesante del verdadero nacimiento del diseño italiano en el mundo es de 1953 a 1958.

## Campos relacionados
- Arquitectura
- Ingeniería de materiales
- Diseño de interiores